# ラージェーンドラ・プラサード
ラージェーンドラ・プラサード（ヒンディー語: राजेन्द्र प्रसाद, 英語: Rajendra Prasad、1884年12月3日 - 1963年2月28日）は、インドの初代大統領。通称、プラサド博士。

## 来歴
カルカッタのプレジデンシー大学で同大学を卒業後に弁護士となるも、1916年に大学を退職してガンディーの不服従運動に参加。4度も投獄された経験を持っている。
戦後は全印国民会議（憲法制定議会）のメンバーに選出される。
1932年1月4日、ガンディーと共に拘束されたヴァッラブバーイー・パテールの後任として全印国民会議派長に任命される。その後1934年、1939年、1947年の3度選出される。独立前の1946年には食料農業相。
1950年1月26日、インド共和国は新憲法を発布し完全独立を宣言。これに先立ち憲法制定議会は23日に共和国初代大統領選挙を行いインド国民会議のプラサド博士を満場一致で選出した。ただし今回の選挙は臨時的なものであり、総選挙後に再び選挙を行うこととされた。また憲法制定議会は大統領選出と同時に正式な立法議会に切り替えられた。
1957年5月10日、N.N.ダース、チョードリー・ハリ・ラームを退け再選を果たした。
1958年9月28日、国賓として来日。昭和天皇、岸信介首相と会談している。京都市内も観光し大谷大学から名誉博士の称号を与えられた。
1962年4月、体調不良のため辞任。1963年2月28日、ビハール州パトナの自宅で死去。

## 人物
穏便左派の立場で、党の長老として左右両派の調整役に奮起してきた。
ジャワハルラール・ネルー首相の影に隠れていたが非常に穏やかで人間味の溢れる人物だった。
菜食主義者。